# Fiú snowboard cross a 2017. évi téli európai ifjúsági olimpiai fesztiválon
A 2017. évi téli európai ifjúsági olimpiai fesztiválon a snowboard versenyszámainak Erzurum adott otthont. A fiú snowboardcrosst február 15.-én rendezték.

## Selejtező
| H   | R  | Név                     | Ország        | Hátrány | Idő     | Mj |
| --- | -- | ----------------------- | ------------- | ------- | ------- | -- |
| 1.  | 3  | Lucas Cornillat         | Franciaország |         | 54.06   | Q  |
| 2.  | 4  | Bastien Niel            | Franciaország | +0.56   | 54.62   | Q  |
| 3.  | 11 | Krystof Choura          | Csehország    | +0.92   | 54.98   | Q  |
| 4.  | 2  | Guillaume Herpin        | Franciaország | +1.62   | 55.68   | Q  |
| 5.  | 8  | Glib Mostovenko         | Ukrajna       | +1.74   | 55.80   | Q  |
| 6.  | 18 | Daniil Donskikh         | Oroszország   | +1.87   | 55.93   | Q  |
| 7.  | 9  | Danila Baranov          | Oroszország   | +2.34   | 56.40   | Q  |
| 8.  | 7  | Jakub Vsetecka          | Csehország    | +2.93   | 56.99   | Q  |
| 9.  | 10 | Iszlay Mátyás           | Románia       | +3.43   | 57.49   | Q  |
| 10. | 5  | Matyas Kulich           | Csehország    | +3.93   | 57.99   | Q  |
| 11. | 1  | Kamen Petrov            | Bulgária      | +4.47   | 58.53   | Q  |
| 12. | 16 | Tomas Orri Arnason      | Izland        | +5.52   | 59.58   | Q  |
| 13. | 6  | Hasim Cenk Mutlu        | Törökország   | +6.18   | 1:00.24 | Q  |
| 14. | 17 | Bakar Mushkudiani       | Grúzia        | +7.10   | 1:01.16 | Q  |
| 15. | 14 | Bjarki Jarl Haraldsson  | Izland        | +11.67  | 1:05.73 | Q  |
| 16. | 15 | Viktor Antonov          | Bulgária      | +11.90  | 1:05.96 | Q  |
| 17. | 12 | Tomas Gerat             | Szlovákia     | +13.82  | 1:07.88 |    |
| 18. | 13 | Aron Kristinn Agustsson | Izland        | +15.59  | 1:09.65 |    |

## Negyeddöntő
| 1. negyeddöntő | 1. negyeddöntő | 1. negyeddöntő | 1. negyeddöntő  | 1. negyeddöntő | 1. negyeddöntő |
| H              | P              | R              | Név             | Nemzet         | Mj             |
| -------------- | -------------- | -------------- | --------------- | -------------- | -------------- |
| 1.             | Piros          | 1              | Lucas Cornillat | Franciaország  | Q              |
| 2.             | Kék            | 9              | Iszlay Mátyás   | Románia        | Q              |
| 3.             | Sárga          | 16             | Viktor Antonov  | Bulgária       |                |
| 4.             | Zöld           | 8              | Jakub Vsetecka  | Csehország     |                |

| 2. negyeddöntő | 2. negyeddöntő | 2. negyeddöntő | 2. negyeddöntő     | 2. negyeddöntő | 2. negyeddöntő |
| H              | P              | R              | Név                | Nemzet         | Mj             |
| -------------- | -------------- | -------------- | ------------------ | -------------- | -------------- |
| 1.             | Piros          | 4              | Guillaume Herpin   | Franciaország  | Q              |
| 2.             | Zöld           | 5              | Glib Mostovenko    | Ukrajna        | Q              |
| 3.             | Sárga          | 13             | Hasim Cenk Mutlu   | Törökország    |                |
| 4.             | Kék            | 12             | Tomas Orri Arnason | Izland         |                |

| 3. negyeddöntő | 3. negyeddöntő | 3. negyeddöntő | 3. negyeddöntő    | 3. negyeddöntő | 3. negyeddöntő |
| H              | P              | R              | Név               | Nemzet         | Mj             |
| -------------- | -------------- | -------------- | ----------------- | -------------- | -------------- |
| 1.             | Zöld           | 6              | Daniil Donskikh   | Oroszország    | Q              |
| 2.             | Piros          | 3              | Krystof Choura    | Csehország     | Q              |
| 3.             | Sárga          | 14             | Bakar Mushkudiani | Grúzia         |                |
| -              | Kék            | 11             | Kamen Petrov      | Bulgária       | DSQ            |

| 4. negyeddöntő | 4. negyeddöntő | 4. negyeddöntő | 4. negyeddöntő         | 4. negyeddöntő | 4. negyeddöntő |
| H              | P              | R              | Név                    | Nemzet         | Mj             |
| -------------- | -------------- | -------------- | ---------------------- | -------------- | -------------- |
| 1.             | Piros          | 2              | Bastien Niel           | Franciaország  | Q              |
| 2.             | Zöld           | 7              | Danila Baranov         | Oroszország    | Q              |
| 3.             | Sárga          | 15             | Bjarki Jarl Haraldsson | Izland         |                |
| 4.             | Kék            | 10             | Matyas Kulich          | Csehország     |                |

## Elődöntő
| 1. elődöntő | 1. elődöntő | 1. elődöntő | 1. elődöntő      | 1. elődöntő   | 1. elődöntő |
| H           | P           | R           | Név              | Nemzet        | Mj          |
| ----------- | ----------- | ----------- | ---------------- | ------------- | ----------- |
| 1.          | Piros       | 1           | Lucas Cornillat  | Franciaország | QA          |
| 2.          | Kék         | 5           | Glib Mostovenko  | Ukrajna       | QA          |
| 3.          | Sárga       | 9           | Iszlay Mátyás    | Románia       | QB          |
| 4.          | Zöld        | 4           | Guillaume Herpin | Franciaország | QB          |

| 2. elődöntő | 2. elődöntő | 2. elődöntő | 2. elődöntő     | 2. elődöntő   | 2. elődöntő |
| H           | P           | R           | Név             | Nemzet        | Mj          |
| ----------- | ----------- | ----------- | --------------- | ------------- | ----------- |
| 1.          | Piros       | 2           | Bastien Niel    | Franciaország | QA          |
| 2.          | Kék         | 6           | Daniil Donskikh | Oroszország   | QA          |
| 3.          | Sárga       | 7           | Danila Baranov  | Oroszország   | QB          |
| 4.          | Zöld        | 3           | Krystof Choura  | Csehország    | QB          |

## Kisdöntő
| H  | P     | R | Név              | Ország        |
| -- | ----- | - | ---------------- | ------------- |
| 1. | Zöld  | 4 | Guillaume Herpin | Franciaország |
| 2. | Sárga | 9 | Iszlay Mátyás    | Románia       |
| 3. | Kék   | 7 | Danila Baranov   | Oroszország   |
| 4. | Piros | 3 | Krystof Choura   | Csehország    |

## Döntő
| H  | P     | R | Név             | Ország        |
| -- | ----- | - | --------------- | ------------- |
| 1. | Piros | 1 | Lucas Cornillat | Franciaország |
| 2. | Kék   | 5 | Glib Mostovenko | Ukrajna       |
| 3. | Sárga | 6 | Daniil Donskikh | Oroszország   |
| 4. | Zöld  | 2 | Bastien Niel    | Franciaország |